# Odienné (département)
Le département d'Odienné est un département du nord-ouest de la Côte d'Ivoire ayant pour chef-lieu la ville d'Odienné, peuplée d'environ 91 691 habitants (RGPH 2014). 